# Toni Ebel
Toni Ebel (Berlim, 10 de novembro de 1881 – Berlim, 9 de junho de 1961) foi uma pintora alemã, empregada doméstica do Institut für Sexualwissenschaft e uma das primeiras mulheres trans a receber uma cirurgia de redesignação sexual, possivelmente antes de Lili Elbe.

## Vida e trabalho
Depois que Olga adoeceu e morreu em 1928, Toni, que viveu e trabalhou como pintora primeiro em Berlim-Steglitz, depois em Wedding, decidiu fazer a transição. Nessa época ela conheceu Charlotte Charlaque, também em transição. Ela fez um pedido formal de mudança de nome legal para Annie em 1929, que foi rejeitado, e um pedido aceito para o nome Toni em 1930. Com o apoio de Magnus Hirschfeld, Toni passou por cinco cirurgias de redesignação sexual conduzidas por Erwin Gohrbandt, e Ludwig Levy-Lenz. Foi uma das primeiras cirurgias de redesignação sexual. Segundo os cirurgiões, a primeira operação de Toni e Charlotte ocorreu "entre 6 de janeiro de 1929 e 14 de novembro de 1930" e, segundo Ragnar Ahlstedt, Toni foi a terceira paciente desse procedimento. Em 1931, Felix Abraham publicou um artigo dando detalhes das operações de vaginoplastia em Richter e Ebel no Zeitschrift für Sexualwissenschaft und Sexualpolitik.
Em 1933, imagens de Toni, Charlotte e Dora Richter (todas anônimas/sem créditos) foram usadas como segmento documental em um filme austríaco Mysterium des Geschlechtes (Mistério do Sexo) sobre sexologia contemporânea. No mesmo ano, Toni e Charlotte receberam o sueco Ragnar Ahlstedt, que escreveu sobre elas em um livro Män, som blivit kvinnor (Homens, que se tornaram mulheres), mas não mencionaram Dora para ele. Quando o Institut für Sexualwissenschaft foi atacado em 1933, uma coleção de desenhos e pinturas de Ebel foi destruída.
Em 1933 Toni Ebel converteu-se ao judaísmo, fé da sua parceira Charlaque. Ambas viviam em condições modestas, sublocados na Nollendorfstrasse 24 em Berlim-Schöneberg. Toni Ebel recebia uma pequena pensão e ganhava uma renda adicional com a venda de fotos. O casal foi repetidamente assediado pelos vizinhos e, em 1942, foram forçados a se separar. Após um aviso de sua meia-irmã, Toni Ebel fugiu para a Tchecoslováquia com Charlotte Charlaque em 1934. Até 1935 viveram em Karlovy Vary (Rybáře), onde Ebel pintou quadros para os hóspedes do spa de Karlovy Vary. Depois mudaram-se para Praga e em 1937 para Brno, onde mantiveram contato com Karl Giese até seu suicídio. Ebel viveu em Praga com o nome de Antonia Ebelova e trabalhou como pintora. Em 1942 Charlotte Charlaque foi presa pela Polícia de Estrangeiros. Mais tarde, ela conseguiu vir para os EUA.
Após o fim da guerra, Toni Ebel viveu na Alemanha Oriental, onde recebeu uma pequena pensão por ser vítima do preconceito racial do nacional-socialismo e trabalhou como pintora. Ela criou principalmente fotos de paisagens e retratos e recebeu atenção na Alemanha Oriental desde a década de 1950. Foi membro da Associação de Artistas Visuais da Alemanha Oriental e esteve representada nas exposições de arte alemãs em Dresden em 1953, 1958/1959 e 1962/1963. Seu gênero não foi questionado.

## Trabalhos selecionados
- Selbstporträt (pintura a óleo; exibida na Quarta Exposição de Arte Alemã em 1958/1959)[4]
- Fallobst (pintura a óleo; exibida na Quarta Exposição de Arte Alemã em 1958/1959)[5]
- Arbeiterveteran (pintura a óleo; exibida na Quinta Exposição de Arte Alemã em 1962/1963)[6]
- Bildnis meiner Schwester (pintura a óleo; exibida na Quinta Exposição de Arte Alemã em 1962/1963)[7]
- Wissen ist Macht (pintura a óleo; exibida na Quarta Exposição de Arte Alemã em 1958/1959)[8]